# 鍾子平

鍾子平（Tzyy-Ping Jung, 1962-），台灣籍美國學者，國立交通大學傑出校友、IEEE Fellow、現任聖地牙哥加大教授。妻子為台灣兒童讀物作家趙映雪。

## 現職
- 聖地牙哥加大 史沃茲電腦運算神經科學中心 副主任 (2002-)
- 聖地牙哥加大 生醫工程系 合聘教授 (2011-)
- 聖地牙哥加大 先進神經工程中心 共同主任 (2010-)
- 聖地牙哥加大 神經計算研究所 研究員 (2007-)
- 國立交通大學 資訊工程學系 客座教授 (2006-)
- 國立交通大學 電機工程學系 客座教授 (2015-)
- 天津大學 天津大學精密仪器与光电子工程学院  合聘教授 (2016-)
- 國立台北護理健康大學 客座教授 (2019-)
- 國立清華大學 教育學院 講座教授 (2021-)

## 學歷
- 俄亥俄州立大學 電機工程研究所 博士 (1989-1993) [1]
- 俄亥俄州立大學 電機工程研究所 碩士 (1988-1989)
- 國立交通大學 電子工程系學士 (1979-1984)

## 經歷
- 聖地牙哥加大 神經運算研究所 助理研究員 (2002-2007)
- 美國國家研究委員會國家科學院 電腦運算神經生物 博士後研究員(1996)
- 台北 台北醫學大學 訪問教授 (2005)
- 聖地牙哥加大 神經運算研究所 助理研究員(1998-2002)
- 台北 國防醫學院三軍總醫院 訪問教授 (2001)
- 聖地牙哥拉荷雅 沙克生物研究中心 電腦運算神經生物實驗室 研究助理 (1993-1996)
- 俄亥俄州立大學 電機工程學系 研究助理 (1988-1993)
- 國立交通大學 電子工程學系 助教 (1986-1987) [2]

## 領域
- 生醫訊號
- 遠距照護
- 神經工程

## 榮譽
- 國立交通大學傑出校友 (2012) [3]
- IEEE Fellow (2015)